# BASIC Computer Games
BASIC Computer Games（ベーシック・コンピュータ・ゲーム）は、デイヴィッド・H・アール（David H. Ahl）が収集した、BASICで書かれた、タイプイン形式つまり印刷されたコンピュータプログラムを読者が自分でタイピング入力して使う方式の、コンピュータゲームをまとめた本である。ゲームは収集されたものだけでなく、アール自身が書いたり改造したりしたものもある。この本に掲載されたゲームの中でも特に有名なものとしては「ハムラビ」や「スーパースタートレック」がある。
この本の最初の版は、1973年にアールが編集してDECから『101 BASIC Computer Games』として出版されたもので、とても有名になりよく売れた結果、重刷つまり同じ版の追加印刷が、さらに2回行われた（2回目は1975年）。この版に掲載されていたゲームはDEC社のミニコンピュータで使われていたBASICのいち方言で書かれたものだった（つまり、ダートマスBASICと記述・動作が若干違っていた）。
アールは1974年にDECを退社した。そしてこの本の権利を購入し、新しい書名で再出版し、その後数年のうちにマイクロコンピュータが勃興しMicrosoft BASICが広く使われるようになると、それに移植し、またゲーム作品をいくつか加えたり削ったりもした。1980年代初頭までにホームコンピュータが数千万台も市場に出回るようになった結果、この本は100万部を売り上げた初めてコンピュータ書となった。

## 歴史
1971年頃、アールは、DECのFOCAL言語で作られていた初期メインフレームゲームから人気のある「ハムラビ」と「ルナランダー」の2つをBASICに移植した。彼は、このBASIC版を、彼が編集していたDECの教育機関向けニュースレター『EDU』に掲載した。それらが大好評だったので、彼はEDUのその後の号に掲載しようとしてゲームプログラムの投稿を呼びかけたところ、すぐに多くの作品が集まり、その中には高校生の作品もかなり含まれていた。BASICはさまざまなプラットフォームで利用でき、たとえば有名なマシンとしてはData General NovaやHP 2100シリーズなどでもBASICが動いたので、最初のDEC版からそれらのマシンへと移植がかなり行われた。アールは寄せられた作品の中から選定したものを編纂して「101 BASIC Computer Games」というタイトルで出版した。するとその本はすぐに売り切れとなり、重版が1974年4月と1975年3月に行われた。
1974年、アールはDECを退社し、『Creative Computing』誌を創刊した。 そしてアールはDECで自身が担当した『101 BASIC Computer Games』の権利をDECから再取得し、『BASIC Computer Games』という名前で再出版した。その翌年の1975年には「最初のマイクロコンピュータ」とされるAltair 8800が登場し、その所有者の間で本書はかなりの人気を博した。さらに2年後には「1977年の御三家」と呼ばれるマシン（Apple II、Commodore PET、TRS-80）が発売され、BASICを搭載したマイクロコンピュータの新機種が次々と登場したので、そのユーザ層からの要望に応える形で1978年には内容に修正を加えた第2版を出版した。この第2版の修正点は、DECではないマシンのゲームを削除した代わりに、彼のもとに数年間で届いた多数のゲーム作品の中からいくつか選んだものを掲載し、それをMS-BASIC形式に移植したことであった。この第2版は1978年までに100万部を売り上げ、コンピュータ本として100万部を売上げた最初のものとなったのである。
その後も売れ行きは好調で、『More Basic Computer Games』（1979年）、『Big Computer Games』（1984年）、『Basic Computer Adventures』（1984年）などが出版され、6カ国語に翻訳された。

## 掲載ゲーム
この本に掲載されているゲーム作品の中でも特に有名で、ウィキペディア英語版にも単独記事として掲載されているものを挙げると次のようになる。
- チョップ（英語版）
- 内戦（英語版）
- ヘキサポーン（英語版）
- ハムラビ（英語版）（Doug DymentのThe Sumer Gameに基づく）
- ニム
- スーパースタートレック

## 反響
初版の『101』は増刷され、最終的に1万部を販売した。Ahlは後に、「周りのコンピュータよりもはるかに多くの本があったので、人々は1台のコンピュータに3冊、4冊、5冊と買っていた」と述べている。
第2版の『BASIC』は何度も増刷され、100万部を売り上げた最初のコンピュータ書となった。ハリー・マクラッケンはこの本を「BASIC時代の最も影響力のある唯一の本」と呼んだ。

## レガシー
この本に掲載されたゲームは現在でも動かして遊ぶことができる。
この本に掲載されたゲーム作品は全て、Vintage Basicを使えば、Microsoft Windows（32bit、64bitいずれも可）、macOS（64bit）、Linux（64bit）のいずれでも動作し、現在でも遊べる。この本に掲載されたソースコードは（デイヴィッド・H・アールの許諾のもと）Vintage Basic's Basic Computer Gamesに掲載されている。
またen:GW-BASICの32bit版が動くマシンでも遊べる。
また、この本のゲームは、子供向けのMicrosoft Small Basic開発環境でもコンパイルして遊ぶことができる。2010年、Computer Science for Kidsは、Small Basic Edition版の『Basic Computer Games: Small Basic Edition』を発売した。
第2版（『BASIC Computer Games』）のマイクロコンピュータ向けの版やその次の『More Basic Computer Games』に掲載されたゲームは、Pythonで動くBASICインタープリタ「brassica」でも動く。
最初の版『101 BASIC Computer Games』は、でも動かすことができる。